# Luka Kanda
Luka Lokobe Kanda (1º gennaio 1983) è un ex maratoneta keniota.

## Biografia
Nel 2015 ha vinto una medaglia d'argento nella mezza maratona dei Giochi panafricani.

## Palmarès
| Anno | Manifestazione     | Sede        | Evento         | Risultato | Prestazione | Note |
| ---- | ------------------ | ----------- | -------------- | --------- | ----------- | ---- |
| 2015 | Giochi panafricani | Brazzaville | Mezza maratona | Argento   | 1h03'27"    |      |

## Altre competizioni internazionali
2006
- 13º alla Standard Chartered Nairobi Half Marathon ( Nairobi) - 1h03'06"

2007
- Oro alla Mezza maratona di Friville-Escarbotin ( Friville-Escarbotin) - 1h02'41"
- 9º alla Mezza maratona di Saint-Denis ( Saint-Denis) - 1h03'08"
- Argento alla Mezza maratona di Niort ( Niort) - 1h03'35"
- Oro alla Le Lion Half Marathon ( Montbéliard) - 1h03'50"
- Argento alla Mezza maratona di Trith-Saint-Léger ( Trith-Saint-Léger) - 1h03'58"
- 9º alla Mezza maratona di Oloron-Sainte-Marie ( Oloron-Sainte-Marie) - 1h04'49"
- Argento alla Mezza maratona di Caen ( Caen) - 1h05'23"
- 13º alla Mezza maratona di Boulogne-Billancourt ( Boulogne-Billancourt) - 1h07'51"
- Argento alla Mezza maratona di Le Havre ( Le Havre) - 1h09'31"
- Bronzo alla Foulées Halluinoises ( Halluin) - 29'26"
- Bronzo alla 10 km di Morlaix ( Morlaix) - 29'39"
- Argento alla 10 km di Verlinghem ( Verlinghem) - 30'29"

2008
- Oro alla Le Lion Half Marathon ( Montbéliard) - 1h01'28"
- 5º all'Humarathon ( Vitry-sur-Seine) - 1h01'38"
- 5º alla Mezza maratona di Reims ( Reims) - 1h02'34"
- Oro alla Mezza maratona Saint Pol-Morlaix ( Morlaix) - 1h03'03"
- 7º alla Mezza maratona di Nizza ( Nizza) - 1h03'05"
- 4º alla Mezza maratona di Friville-Escarbotin ( Friville-Escarbotin) - 1h03'48"
- 4º alla Mezza maratona di Strasburgo ( Strasburgo) - 1h04'26"
- 5º alla 20 km di Parigi ( Parigi) - 58'24"
- 9º alla 15 km di Le Puy-en-Velay ( Le Puy-en-Velay) - 43'50"
- Oro alla Serris Val d'Europe ( Serris) - 29'21"
- Argento alla 10 km di Melun ( Melun) - 29'55"
- Bronzo alla Foulées Pierrefittoises ( Pierrefitte-sur-Seine) - 30'10"

2009
- Oro alla Marvejols-Mende ( Mende), 22,4 km - 1h10'54"
- 4º all'Humarathon ( Vitry-sur-Seine) - 1h01'01"
- 4º alla Mezza maratona di Parigi ( Parigi) - 1h02'28"
- Argento alla Mezza maratona di Trith-Saint-Léger ( Trith-Saint-Léger) - 1h02'53"
- Oro alla Le Lion Half Marathon ( Montbéliard) - 1h03'06"
- 4º alla Mezza maratona di Nancy ( Nancy) - 1h03'56"
- 27º alla Discovery Kenya Half Marathon ( Eldoret) - 1h04'18"
- Argento alla Mezza maratona di Strasburgo ( Strasburgo) - 1h05'03"
- Argento alla 20 km di Parigi ( Parigi) - 59'34"
- 4º alla 15 km di Le Puy-en-Velay ( Le Puy-en-Velay) - 44'37"

2010
- Oro alla Marvejols-Mende ( Mende), 22,4 km - 1h11'38"
- 8º alla Marseille-Cassis Classic ( Marsiglia), 20,3 km - 1h04'31"
- Oro alla Le Lion Half Marathon ( Montbéliard) - 1h01'16"
- Oro alla Mezza maratona di Nancy ( Nancy) - 1h02'36"
- Oro alla Mezza maratona di Trith-Saint-Léger ( Trith-Saint-Léger) - 1h02'48"
- Argento alla 20 km di Parigi ( Parigi) - 58'23"
- 5º alla 15 km di Le Puy-en-Velay ( Le Puy-en-Velay) - 43'54"

2011
- Oro alla Maratona delle Alpi Marittime ( Cannes) - 2h08'40"
- Oro alla Marvejols-Mende ( Mende), 22,4 km - 1h10'09"
- 6º all'Humarathon ( Vitry-sur-Seine) - 1h01'26"
- Oro alla Le Lion Half Marathon ( Montbéliard) - 1h02'50"
- 8º alla Mezza maratona di Parigi ( Parigi) - 1h03'26"
- Argento alla Mezza maratona di Brazzaville ( Brazzaville) - 1h03'42"
- Bronzo alla Mezza maratona di Trith-Saint-Léger ( Trith-Saint-Léger) - 1h04'00"
- 10º alla 15 km di Le Puy-en-Velay ( Le Puy-en-Velay) - 46'35"

2012
- Oro alla Maratona di Roma ( Roma) - 2h08'04"
- Oro alla Maratona di Valencia ( Valencia) - 2h08'14"
- Argento alla Marvejols-Mende ( Mende), 22,4 km - 1h10'43"
- Oro alla Mezza maratona di Kinkala ( Kinkala) - 1h01'51"
- 5º alla Mezza maratona di Granollers ( Granollers) - 1h02'52"
- 14º alla Corrida de São Silvestre ( Luanda) - 29'32"

2013
- 5º alla Maratona di Roma ( Roma) - 2h08'50"
- 10º alla Maratona di Amsterdam ( Amsterdam) - 2h11'24"
- Bronzo alla Maratona di Libreville ( Libreville) - 2h17'02"
- Argento alla Marvejols-Mende ( Mende), 22,4 km - 1h12'27"

2014
- Bronzo alla Maratona di Parigi ( Parigi) - 2h08'02"
- 10º alla Maratona di Gyeongju ( Gyeongju) - 2h13'24"
- Oro alla Marvejols-Mende ( Mende), 22,4 km - 1h13'14"

2015
- Argento alla Maratona di Parigi ( Parigi) - 2h07'20"

2016
- 8º alla Maratona di Parigi ( Parigi) - 2h09'29"
- Oro alla Maratona di Chuncheon ( Chuncheon) - 2h07'21"

2017
- Oro alla Maratona di Chuncheon ( Chuncheon) - 2h06'15"
- 7º alla Marvejols-Mende ( Mende), 22,4 km - 1h15'48"